# Magnus Will
Magnus Will (* 3. Januar 1834 in Wiesen; † 17. Mai 1896 in Aschaffenburg) war Jurist und von 1867 bis 1877 Bürgermeister der unterfränkischen Stadt Aschaffenburg im Freistaat Bayern.

## Leben und Wirken
Die Eltern, der königliche Oberförster Johann Will und seine Ehefrau Elise geb. Sendner, beide aus Wiesen im ehem. Landkreis Lohr am Main (heute Landkreis Main-Spessart – MSP), ermöglichten ihrem Sohn Magnus nach dem Abitur Rechtswissenschaften zu studieren. Seine erste Anstellung fand er als Assessor beim Bezirksgericht Lohr am Main.
Am 8. August 1867 wurde Magnus Will von den Gemeindebevollmächtigten mit 18 von 23 Stimmen, als Nachfolger des an die Regierung von Unterfranken und Aschaffenburg berufenen Bernhard Emil Vogler, zum Bürgermeister der Stadt Aschaffenburg gewählt. Seine Bestätigung seitens der Münchener Staatsregierung ließ allerdings auf sich warten. Am 24. September 1867 beschwerte sich die Aschaffenburger Presse zu Recht:

„Es sind nun nahezu zwei Monate verflossen, seitdem Herr Bezirksgerichtsassessor Will in Lohr zum Bürgermeister unser Stadt gewählt wurde. Bis jetzt ist aber eine Bestätigung der Wahl noch immer nicht eingetroffen. Daß bei dieser unendlichen Verzögerung unsere königliche Kreisregierung keine Schuld trägt, glauben wir als bestimmt annehmen zu dürfen, da sie ja wohl am besten von der Dringlichkeit dieser Angelegenheit überzeugt ist. Wir glauben vielmehr, daß dieser schleppende Geschäftsgang in München bei dem einschlägigen Ministerium zu suchen ist. Immerhin aber bleibt es beklagenswerth, daß man in München zur Abwicklung einer so leicht und schnell zu erledigenden Angelegenheit Monate nöthig hat, während doch die Dringlichkeit derselben die größte Beschleunigung geböte.“ 
Endlich, am 30. September 1867, bekam der Aschaffenburger Magistrat über die unterfränkische Regierung in Würzburg die Entschließung der Münchener Staatsregierung, wonach Magnus Will seinen Dienst als „Erster Mann“ der Stadt zum 1. Oktober 1867 antreten könne. Am 3. September 1870 wurde Magnus Will mit 22 Ja-Stimmen in seinem Amt bestätigt.
1873 noch heimatberechtigt in seinem Geburtsort Wiesen, erhielt er auf sein Gesuch hin am 16. Oktober das Bürgerrecht der Stadt Aschaffenburg. Am 4. Mai 1876 bestellte er das Aufgebot zur Eheschließung mit Margaretha Wiener aus Kosten bei Breslau. Die Trauung fand am 8. Juli 1876 statt. Im März 1877 erhielt er die Möglichkeit, sich als königlicher Rechtsanwalt in Aschaffenburg niederzulassen. Er schlug dieses Angebot – zum Bedauern der gesamten Stadtverwaltung – nicht aus und legte sein Amt nieder.
In seine Amtszeit fielen u. a. der Bau der Bahnlinie nach Miltenberg, der Unterführung Müllerstraße, der Glattbacher Überfahrt und des Dämmer Steges; Gründung der ehemaligen Bayerischen Aktien-Bierbrauerei Aschaffenburg (BABA), der Aktien-Weißpapierfabrik und einer Sulfit-Zellulose-Fabrik (sämtlich Glattbacher Straße), der Kalkwerke Hein und Stenger (Ottostraße), der ehemaligen Herdfabrik Koloseus (Goldbacher Straße – Schöntalhöfe), die Errichtung der ehemaligen Städtischen Markthalle (Landingstraße); weiterer Abbruch der Stadtbefestigung (Schöntal-Durchbruch, „Niederlegung“ des Herstallturmes, Verfüllung des Stadtgrabens im Bereich Friedrichstraße/Weißenburger Straße); Bau einer Schule für evangelische  Schüler (1868 – Alexandrastrasse); die Umwandlung des Jesuitenkollegs in ein weltliches Studienseminar (1872) und die Gründung der Höheren Weiblichen Bildungsanstalt mit Lehrerinnen-Seminar (1875).
Das hohe Ansehen von Magnus Will, Mitglied der Nationalliberalen Partei – und eine Zeitlang auch ihr Vorsitzender – und die offenherzige und freimütige Art gegenüber seinen Mitarbeitern und Freunden, die Mitgliedschaft in einigen Vereinigungen (Krieger- und Veteranenverein, Zivilvorsitzender der Ersatz-Kommission Aschaffenburg-Stadt) und die Stellung in der Aschaffenburger Gesellschaft brachten ihm viele Freunde.
Am 17. Mai 1896 verstarb Magnus Will in Aschaffenburg. Eine bescheidene Ehrung durch die Stadt Aschaffenburg blieb ihm bisher versagt.

## Einzelnachweis
1. ↑  Aschaffenburger Zeitung Nr. 227 vom 24. September 1867